# Ambohima sublima
Ambohima sublima är en spindelart som beskrevs av Griswold 1990. Ambohima sublima ingår i släktet Ambohima och familjen Phyxelididae.
Artens utbredningsområde är Madagaskar. Inga underarter finns listade i Catalogue of Life.